# 2020年幾內亞總統選舉
2020年10月18日，西非國家幾內亞舉行總統選舉，候選人包括競選第三屆任期的現任總統阿爾法·孔戴、前總理塞盧·達萊因·迪亞洛和其他政黨領導人。

## 背景
原《幾內亞憲法》規定總統僅能連任一次，但2020年3月舉行的憲法公投（具爭議）通過新憲法，將總統任期自5年延長至6年，並重置任期，並使現任總統阿爾法·孔戴得以競選第三個任期。該公投和同時舉行的議會選舉皆受到大多數在野黨抵制，並因此爆發抗議活動。
前總理塞盧·達萊因·迪亞洛於前兩次的總統選舉皆以第二高票敗給孔戴，在本次選舉之初曾考慮抵制投票，後再次宣布投入競選，被視為孔戴的主要競爭者。反對孔戴的抗議活動於2020年持續爆發，並受到該國安全部隊的強力鎮壓，導致部分平民傷亡。

## 選舉制度
選舉採用兩輪選舉制，若無候選人於第一輪投票中獲得過半數的選票，則須於2020年11月24日在得票率位居前兩名的候選人之間舉行第二輪投票。

## 結果
初步估計表明迪亞洛的票數領先，他於同月19日自行宣布勝選，而孔戴則譴責此舉是「不負責任且危險」。10月24日，選舉委員會公布官方結果，孔戴取得約59％的票數擊敗33％的迪亞洛，成功連任第三屆任期。
|                | 阿爾法·孔戴            | 幾內亞人民團結黨   | 2,438,815 | 59,50 |  |  |
|                | 塞盧·達萊因·迪亞洛     | 幾內亞民主力量聯盟 | 1,372,920 | 33,49 |  |  |
|                | 易卜拉欣·安倍·西拉     | 共和國新世代       | 63,676    | 1,55  |  |  |
|                | 奧斯曼·卡巴            | 希望民主黨         | 48,623    | 1,19  |  |  |
|                | 奧斯曼·多爾            | 全國發展運動       | 46,235    | 1,13  |  |  |
|                | 瑪卡萊·卡馬拉          | 全國聯盟陣線       | 29,958    | 0,73  |  |  |
|                | 瑪卡萊·特勞赫          | 勞動公民行動黨     | 29,589    | 0,72  |  |  |
|                | 阿卜杜勒·卡貝萊·卡馬拉 | 幾內亞發展聯盟     | 22,507    | 0,55  |  |  |
|                | 阿卜杜拉耶·庫魯馬      | 復興與發展聯盟     | 19,073    | 0,47  |  |  |
|                | 莫羅·曼朱夫·西迪貝     | 變革力量聯盟       | 10,362    | 0,25  |  |  |
|                | 萊伊·蘇萊曼·迪亞洛     | 自由與進步黨       | 9,619     | 0,23  |  |  |
|                | 布亞·科納特            | 共和利益保衛聯盟   | 7,544     | 0,18  |  |  |
|                |                        |                    |           |       |  |  |
| 有效票數       | 有效票數               | 有效票數           | 4,098,921 | 96,05 |  |  |
| 空白票／無效票 | 空白票／無效票         | 空白票／無效票     | 168,653   | 3,95  |  |  |
| 總計           | 總計                   | 總計               | 4,267,574 | 100   |  |  |
| 未投票         | 未投票                 | 未投票             | 1,099,624 | 20,49 |  |  |
| 註冊選民       | 註冊選民               | 註冊選民           | 5,367,198 | 79,51 |  |  |

## 後續
在孔戴的當選結果獲得選舉委員會認證後，迪亞洛宣布不認可選舉結果並呼籲群眾上街舉行大規模示威，此後幾內亞爆發全國性抗議活動。至少有12人在與安全部隊的衝突中身亡，其中包括首都科納克里的兩名兒童。 
2020年11月7日，憲法法院（Céni）駁回包括迪亞洛等四名候選人的上訴，宣布孔戴當選總統，後者並於同年12月16日宣誓就職。非洲聯盟和西非國家經濟共同體的監督人員表示，選舉結果透明且過程有序進行。
2021年9月，幾內亞爆發軍事政變，軍方推翻孔戴政府並將其扣押。